# Stepan Iwanowitsch Oganessjan
Stepan Iwanowitsch Oganessjan (russisch Степан Иванович Оганесян; * 28. September 2001 in Meschduretschensk) ist ein russischer Fußballspieler.

## Karriere

### Verein
Oganessjan begann seine Karriere bei Master-Saturn Jegorjewsk. Im Februar 2019 wechselte er in die Akademie von Spartak Moskau. Im Oktober 2019 stand er gegen den FK Fakel Woronesch erstmals im Kader der zweiten Mannschaft von Spartak.
Sein Debüt für diese in der zweitklassigen Perwenstwo FNL gab er im März 2020, als er am 26. Spieltag der Saison 2019/20 gegen Tekstilschtschik Iwanowo in der Startelf stand. Im Oktober 2020 stand Oganessjan gegen Zenit St. Petersburg auch erstmals im Kader der ersten Mannschaft der Moskauer. Im selben Monat debütierte er auch für diese in der Premjer-Liga, als er am elften Spieltag der Saison 2020/21 gegen den FK Chimki in der 80. Minute für Alexander Kokorin eingewechselt wurde. Dies blieb in der Saison 2020/21 sein einziger Einsatz für die Profis, für die Reserve absolvierte er 32 Zweitligapartien und erzielte acht Tore.
In der Saison 2021/22 kam er ausschließlich für Spartak-2 zum Einsatz und erzielte sechs Tore in 35 Zweitligaeinsätzen. Zur Saison 2022/23 wurde Oganessjan an den FK Orenburg verliehen.

### Nationalmannschaft
Oganessjan spielte im Januar 2018 erstmals für eine russische Jugendnationalauswahl.